# Programa Sòcrates
El programa Sòcrates va ser una iniciativa educacional de la Comissió Europea; 31 països en formen part. La iniciativa del programa Sòcrates va funcionar des de 1994 fins al 31 de desembre de 1999 quan va ser reemplaçat pel programa Sòcrates II el 24 de gener de 2000, el qual va seguir actiu fins al 2006. Aquest, al mateix temps, va ser reemplaçat pel Programa d'Aprenentatge Permanent 2007-2013 (Lifelong Learning Programme 2007-2013).
Els països participants en el programa van ser els de la Unió Europea dels 25, i després els països candidats Romania i Bulgària; Islàndia, Liechtenstein, Noruega i Turquia.
El programa va ser nomenat en homenatge al filòsof Sòcrates de l'Antiga Grècia.
Els seus objectius van ser:
- "Enfortir la dimensió europea de l'educació a tots els nivells"
- "Millorar el coneixement de les llengües europees"
- "Promoure la cooperació i la mobilitat a través de l'educació"
- "Encoratjar la innovació en l'educació"
- "Promoure la igualtat d'oportunitats en tots els sectors de l'educació"

Algunes de les seues baules foren:
- El programa Comenius - relatiu a l'educació primària i a l'educació secundària.
- El programa Erasmus - relatiu a l'educació universitària.
- El programa Grundtvig - relatiu a l'educació d'adults.
- El programa Lingua - en referència al l'educació les llengües europees.
- El programa Minerva - relatiu a tecnologia de la informació i tecnologia de la comunicació en l'ensenyament.

El Programa d'Aprenentatge Permanent (PAP) 2007-2013 (LLP o Lifelong Learning Programme 2007-2013) és el successor del programa que es va adoptar.